# Janvier Kataka Luvete
Janvier Kataka Luvete (Ngunda, República Democrática do Congo, 4 de abril de 1947) é bispo de Wamba.
Janvier Kataka Luvete recebeu o Sacramento da Ordem em 18 de agosto de 1974.
Em 8 de novembro de 1996, o Papa João Paulo II o nomeou Bispo de Wamba. O Prefeito da Congregação para a Evangelização dos Povos, Cardeal Jozef Tomko, o consagrou em 14 de junho de 1997; Os co-consagradores foram o Núncio Apostólico na República Democrática do Congo, Dom Faustino Sainz Muñoz, e o Bispo de Butembo-Beni, Emmanuel Kataliko.